# Dicliptera clarkei
Dicliptera clarkei är en akantusväxtart som beskrevs av Adolph Daniel Edward Elmer. Dicliptera clarkei ingår i släktet Dicliptera och familjen akantusväxter. Inga underarter finns listade i Catalogue of Life.